# UFC Fight Night: Rodriguez vs. Penn
UFC Fight Night: Rodriguez vs. Penn（ユーエフシー・ファイトナイト：ロドリゲス・バーサス・ペン、別名UFC Fight Night 103）は、アメリカ合衆国の総合格闘技団体「UFC」の大会の一つ。2017年1月15日、アリゾナ州フェニックスのトーキング・スティック・リゾート・アリーナで開催された。

## 大会概要
本大会ではヤイール・ロドリゲスとBJ・ペンによるフェザー級戦が組まれた。

## 試合結果

### アーリープレリム
第1試合 ヘビー級 5分3R
○  シリル・アスカー vs.  ディミトリー・スモリアコフ ×
1R 2:41 TKO（パウンド）
第2試合 ライトヘビー級級 5分3R
○  ヨアキム・クリステンセン vs.  ボージャン・ミハイロビッチ ×
3R 2:05 TKO（右アッパー）
第3試合 ヘビー級 5分3R
○  ウォルト・ハリス vs.  チェイス・シャーマン ×
2R 2:41 KO（右ヒザ→左ストレート）
第4試合 女子ストロー級 5分3R
○  ニーナ・アンサロフ vs.  ジョスリン・ジョーンズ・ライバーガー ×
3R 3:39 リアネイキッドチョーク

### プレリミナリーカード
第5試合 ライト級 5分3R
○  トニー・マーティン vs.  アレックス・ホワイト ×
3R終了 判定3-0（30-27、30-27、30-27）
第6試合 ヘビー級 5分3R
○  アレクセイ・オレイニク vs.  ビクトー・ペスタ ×
1R 2:57 エゼキエル・チョーク
第7試合 バンタム級 5分3R
○  アウグスト・メンデス vs.  フランキー・サエンズ ×
3R終了 判定2-1（28-29、29-28、29-28）
第8試合 ライト級 5分3R
○  ドラッカー・クロース vs.  デビン・パウエル ×
3R終了 判定3-0（30-27、30-27、30-27）

### メインカード
第9試合 フライ級 5分3R
○  セルジオ・ペティス vs.  ジョン・モラガ ×
3R終了 判定3-0（29-28、29-28、30-27）
第10試合 ウェルター級 5分3R
○  ベン・ソーンダース vs.  コート・マッギー ×
3R終了 判定3-0（29-28、29-28、29-28）
第11試合 ライト級 5分3R
○  ジョー・ローゾン vs.  マルチン・ヘルド ×
3R終了 判定2-1（29-28、29-28、27-30）
第12試合 フェザー級 5分5R
○  ヤイール・ロドリゲス vs.  BJ・ペン ×
2R 0:24 TKO（右前蹴り→パウンド）

### 各賞
ファイト・オブ・ザ・ナイト： アウグスト・メンデス vs. フランキー・サエンズ
パフォーマンス・オブ・ザ・ナイト： ヤイール・ロドリゲス、アレクセイ・オレイニク
各選手にはボーナスとして5万ドルが授与された。

### カード変更
負傷などによるカードの変更は以下の通り。